# Autocharis carnosalis
Autocharis carnosalis là một loài bướm đêm trong họ Crambidae.